# Оскар Дірлевангер
Оскар Пауль Дірлеванґер (нім. Oskar Paul Dirlewanger; 26 вересня 1895, Вюрцбург — 7 червня 1945, Альтсгаузен) — офіцер військ СС, оберфюрер резерву СС. Доктор суспільно-політичних наук (1922). Кавалер Лицарського хреста Залізного хреста.
Дірлевангер командував спеціальною командою СС «Дірлевангер», яка стала 36-ю гренадерською дивізією СС «Дірлевангер». Бійці Дірлевангера відрізнялись вкрай низькою дисципліною і патологічною жорстокістю. Відповідно до низки свідчень, на окупованій території СРСР це формування знищило більше 200 сіл (наприклад, Хатинь) і близько 120 тисяч людей. Після війни оголошений військовим злочинцем.

## Життєпис

### Ранні роки
Народився 26 вересня 1895 року у Вюрцбурзі в сім'ї дрібного продавця.
У 1913 році отримав атестат про середню освіту і 1 жовтня того ж року поступив на річну службу в  кулеметну роту 123-го гренадерського полку, у складі якого взяв участь у вторгненні в Францію і Бельгію в ході Першої світової війни. Під час бойових дій на Західному фронті декілька разів був поранений, дослужився до лейтенанта. За бойові заслуги нагороджений Залізним хрестом 1-го і 2-го класу. У 1918 році як командир кулеметної роти 121-го піхотного полку взяв участь в окупації України. Після підписання мирного договору полк Дірлевангера через Румунію повернувся в Німеччину.

### Міжвоєнні роки
1919 року Дірлевангер приєднався до фрайкору і в 1920—1921 роках брав участь у жорстоких вуличних боях у ході придушення прокомуністичних заворушень у Тюрингії, Саксонії, Рурі та Верхній Сілезії. Паралельно навчався у вищій комерційній школі в Мангеймі, але був відрахований з неї за антисемітизм. 1922 року в університеті у Франкфурті-на-Майні він захистив дисертацію на здобуття наукового ступеня доктора суспільно-політичних наук (нім. Staatswissenschaften). Дисертація була присвячена питанням планування народного господарства на випадок майбутньої війни. 1 листопада 1922 року вступив в НСДАП, але був виключений за порушення закону про роззброєння. Вдруге вступив у партію в 1926 році, втретє — 1 березня 1932 року (партійний квиток №1 098 716) У 1922—1928 рр. був волонтером і службовцем різних банків в Штутгарті. В 1928—1931 рр. працював управителем на текстильній фабриці в Ерфурті. З 1932 по липень 1933 року був податковим радником. Роботу в банках Дирлевангеру довелося залишити через звинувачення у розтраті, з текстильної фабрики він був звільнений через фінансові махінації, уклавши з власником мирову угоду та відшкодувавши йому збитки.
Після приходу до влади націонал-соціалістів 1933 року «старий боєць» Дірлевангер тут же отримав призначення в управління праці та зайнятості населення міста Гайльброн, в якому він працював спочатку завідувачем відділу, а потім начальником. На цій посаді він першим у Німеччині рапортував про працевлаштування всіх підлеглих йому членів СА. Але і тут Дірлевангер швидко загруз у корупції та інтригах. У 1934 році він був засуджений на два роки за звинуваченням у сексуальних стосунках з 13-річною дівчинкою з Союзу німецьких дівчат. За цим вироком Дірлевангер позбувся наукового ступеня, військового звання і нагород, членства в партії і роботи. Під час тюремного ув'язнення в Людвігсбурзі він безуспішно намагався оскаржити вирок у верховному імперському суді.
За порадою свого однополчанина і близького друга Готтлоба Бергера, який був начальником штабу рейхсфюрера СС, вийшовши з в'язниці, Дірлевангер записався добровольцем в Іспанський іноземний легіон, а там записався у легіон «Кондор», німецьке добровільне бойове з'єднання, яке брало участь у громадянській війні в Іспанії на боці генерала Франко. З квітня 1937 по травень 1939 року він служив у танковій частині «Бджоляр».
Нагороджений Іспанським хрестом, Дірлевангер домігся перегляду справи в Земельному суді в Штутгарті. 30 квітня 1940 року він був виправданий за браком доказів. Однак виправдувальний вирок звучав настільки непереконливо, що Франкфуртський університет спочатку навіть відмовився повернути йому докторське звання. В результаті Дірлеванґер все ж знову став доктором, а також був відновлений в НСДАП.

### Друга світова війна
4 червня 1940 року Готтлоб Бергер запропонував Гіммлеру призначити Дірлевангера командиром спеціального підрозділу СС, сформованого з засуджених браконьєрів. В чині оберштурмфюрера Дірлеванґер був прийнятий у війська СС (службове посвідчення № 357 268) і отримав завдання провести військову підготовку серед браконьєрів, які відбували ув'язнення в концентраційному таборі Заксенхаузен під Берліном.
Штрафний підрозділ отримав назву «Команда браконьєрів Оранієнбург», з 1 вересня 1940 року він називався «Особливий батальйон СС Дірлевангер». В 1943 році він досягнув чисельності полку і отримав назву «Особлива команда СС Дірлеванґер». Після того як Гіммлер був призначений командувачем армією резерву, влітку 1944 року підрозділ був збільшений до бригади («Особлива бригада СС Дірлеванґер»).
У наказі Гіммлера від 29 січня 1942 року спеціальна команда Дірлеванґер була оголошена добровольчим формуванням військ СС і підпорядкована головному управлінню СС. Начальник управління Готтлоб Бергер особисто курирував підрозділ і захищав свого друга Дірлеванґера від нападок і скарг.
У лютому 1943 року військовослужбовці підрозділу отримали спеціальні петлиці із зображенням двох схрещених карабінів і ручної гранати під ними.
Однак підрозділ Дірлеванґера не вважався повноцінною частиною військ СС. Його солдати стояли на тому ж рівні, що і латиські, хорватські та інші чужинецькі члени військ СС. Цим пояснюється і той факт, що наказом від 19 лютого 1945 року Гіммлер перейменував «Ударну бригаду СС Дірлевангер» в «36-ту гренадерську дивізію військ СС».
З моменту формування в червні 1940 року і до закінчення служби в генерал-губернаторстві у лютому 1942 року підрозділ складався виключно з засуджених браконьєрів. У ході боротьби проти партизанів у Білорусі його чисельність помітно скоротилася. У березні 1942 року йшлося про необхідність поповнення в кількості 250 чоловік. У вересні 1942 року Дірлеванґер отримав з Оранієнбургу ще 115 браконьєрів.
Влітку 1942 року, коли формування почало брати активну участь в акціях проти партизанів і місцевого населення, Дірлевангер створив роту українських і батальйон російських добровольців. У лютому 1943 року загальна чисельність підрозділу досягла 700 осіб. Він складався з двох рот німців і двох рот «іноземців» (етнічних німців, росіян та українців). Під час антипартизанських операцій кожній роті були придані 5-6 осіб з апарату СД.
Пізніше в підрозділ також набиралися злочинці, засуджені військовослужбовці вермахту і члени СС, а з осені 1944 року — політичні в'язні. Однак частка політичних в'язнів була невелика. Переважна більшість складали так звані асоціальні елементи і професійні злочинці. При цьому Дірлевангер завжди міг покластися на старослуживих браконьєрів, які отримали підвищення по службі і в окремих випадках навіть незаконно носили форму СС.
У вересні 1944 року бригада Дірлевангера разом з бригадою Камінського брала участь у жорстокому придушенні повстання у Варшаві. В жовтні 1944 року бригаду було перекинуто на придушення повстання у Словаччині. З 12 лютого 1945 року вона була задіяна у Губені (Бранденбург). Отримавши поранення, Дірлевангер був відправлений на лікування у тил. У квітні 1945 року радянські війська прорвали німецьку оборону на Одері. 27 квітня 1945 року основні частини формування потрапили в оточення в районі Гальбе і 29 квітня взяті в полон.

### Смерть
7 травня 1945 року Оскар Дірлеванґер був заарештований французькими солдатами в місті Альтсгаузен (Баден-Вюртемберг) і доставлений в місцеву в'язницю, яку охороняли польські солдати зі складу французького окупаційного корпусу. В ніч з 4 на 5 червня 1945 року його неодноразово били. За даними міста Альстхаузена, Дірлевангер помер 7 червня 1945 року.
Проте, раз у раз виникали чутки про те, що він живий, і що його бачили в різних частинах світу. У своєму документальному романі «Карателі», виданому в 1981 році, Алесь Адамович помилково написав: «Вже у наші дні прах благополучно померлого в Латинській Америці Дірлеванера Оскара Пауля дбайливо перевезений у ФРН і похований у Вюрцбурзькій землі». У жовтні 1960 року за розпорядженням прокуратури Равенсбурга останки Дірлевангера були ексгумовані. У ході судово-медичної експертизи від 24 жовтня 1960 року було встановлено, що вони однозначно належали Дирлевангеру.

## Звання
- Доброволець (1 жовтня 1913)
- Унтер-офіцер (27 липня 1914)
- Віце-фельдфебель (24 грудня 1914)
- Лейтенант резерву (14 квітня 1915)
- Обер-лейтенант резерву (30 грудня 1918)
- Шарфюрер СА (2 серпня 1933)
- Труппфюрер СА (4 серпня 1933)
- Штурмфюрер СА (9 листопада 1933)
- Манн СС (24 червня 1940)
- Оберштурмфюрер резерву військ СС (1 липня1940)
- Гауптштурмфюрер резерву військ СС (1 серпня 1940)
- Штурмбаннфюрер резерву військ СС (9 листопада 1941)
- Оберштурмбаннфюрер резерву військ СС (12 квітня 1943)
- Штандартенфюрер резерву військ СС (19 березня1944)
- Оберфюрер резерву військ СС (12 серпня 1944)

## Нагороди оберфюрера СС Дірлевангера

### Перша світова війна
- Залізний хрест 2-го класу (28 серпня 1914)
- Золота Вюртемберзька медаль «За військові заслуги» (4 жовтня 1915)
- Залізний хрест 1-го класу (13 липня 1916)
- Нагрудний знак «За поранення» в сріблі (1918)

### Міжвоєнний період
- Почесний громадянин Зангергаузена
- Почесний хрест ветерана війни с мечами (1934)
- Медаль «За вислугу років в NSDAP» в бронзі (10 років)
- Медаль «За Іспанську кампанію» (Іспанія)
- Іспанський хрест у сріблі з мечами (1939)
- Почесний кут старих бійців

### Друга світова війна
- Застібка до Залізного хреста
  - 2-го класу (24 травня1942)
  - 1-го класу (16 вересня 1942)
- Відзнака для східних народів
  - 2-го класу у сріблі з мечами (9 жовтня 1942)
  - 1-го класу у сріблі з мечами (10 листопада 1942)
- Штурмовий піхотний знак у сріблі (6 червня 1943)
- Німецький хрест в золоті (5 грудня 1943)
- Нагрудний знак ближнього бою в бронзі (19 березня 1944)
- Нагрудний знак «За поранення» в золоті (9 липня 1943)
- Нагрудний знак «За боротьбу з партизанами» в сріблі (1944)
- Лицарський хрест Залізного хреста (30 вересня 1944)
- Орден Хреста Перемоги 1-го класу, нашийний знак (Словаччина, 1944) — за активну участь штурмової бригади СС О. Дірлевангера в придушенні повстання на території Словацької республіки осінню 1944 року.

## Образ Дірлевангера в масовій культурі

### У відеоіграх
- Velvet Assassin — згідно з сюжетом гри, Оскар Дірлевангер і його бригада були перекинуті у Францію для знищення села, мешканці якого переховували головну героїню гри, британського агента Віолетту Саммер. Віолетті довелось вступити в бій з бійцями Дірлевангера, однак це не врятувало село від знищення.